# Tomás Castellano y Villarroya
Tomás Castellano y Villarroya (Zaragoza, 5 de marzo de 1850-Madrid, 11 de junio de 1906) fue un político español, ministro de Ultramar durante la regencia de María Cristina de Habsburgo-Lorena y de Hacienda durante el reinado de Alfonso XIII. Se ha destacado su íntima amistad con Antonio Cánovas del Castillo.

## Biografía
Nació el 5 de marzo de 1850 en Zaragoza.
Miembro del Partido Conservador, fue elegido diputado al Congreso por diversas circunscipiones de la provincia de Zaragoza en las sucesivas elecciones parlamentarias celebradas en 1879, 1881 (1334 votos, 3.er lugar), 1884 (1626 votos, 1.er lugar), 1886 (1492 votos, 2.º lugar), 1891 (9938 votos, 1.er lugar), 1893 (7664 votos), 1896 (12 662 votos), 1898 (12 774 votos), 1899 (8801 votos), 1901 (7789 votos, 1.er lugar) 1903 (6848 votos, 2.º lugar) 1905 (8536 votos, 1.er lugar).
Fue ministro de Ultramar entre el 23 de marzo de 1895 y el 4 de octubre de 1897  en los gobiernos que sucesivamente presidieron Antonio Cánovas y Marcelo Azcárraga; y ministro de Hacienda entre el 16 de diciembre de 1904 y el 27 de enero de 1905 en un gabinete presidido por nuevamente por Azcárraga. Ostentó también el cargo de gobernador del Banco de España entre el 11 de diciembre de 1903 y el 20 de diciembre de 1904.
Castellano y Villarroya tuvo una importante actividad en el mundo de los negocios. Ligado al sector financiero, llegó a controlar el Diario de Zaragoza y promovió la fundación de la sociedad Industrial Química de Zaragoza. Así mismo, fue consejero de la Sociedad General Azucarera de España (SGAE).
Falleció el 11 de junio de 1906 en Madrid.